# Hebeloma polare
Hebeloma polare är en svampart som tillhör divisionen basidiesvampar, och som beskrevs av Jan Vesterholt. Hebeloma polare ingår i släktet fränskivlingar, och familjen buktryfflar. Arten har ej påträffats i Sverige.